# Andreas Johan Sjögren

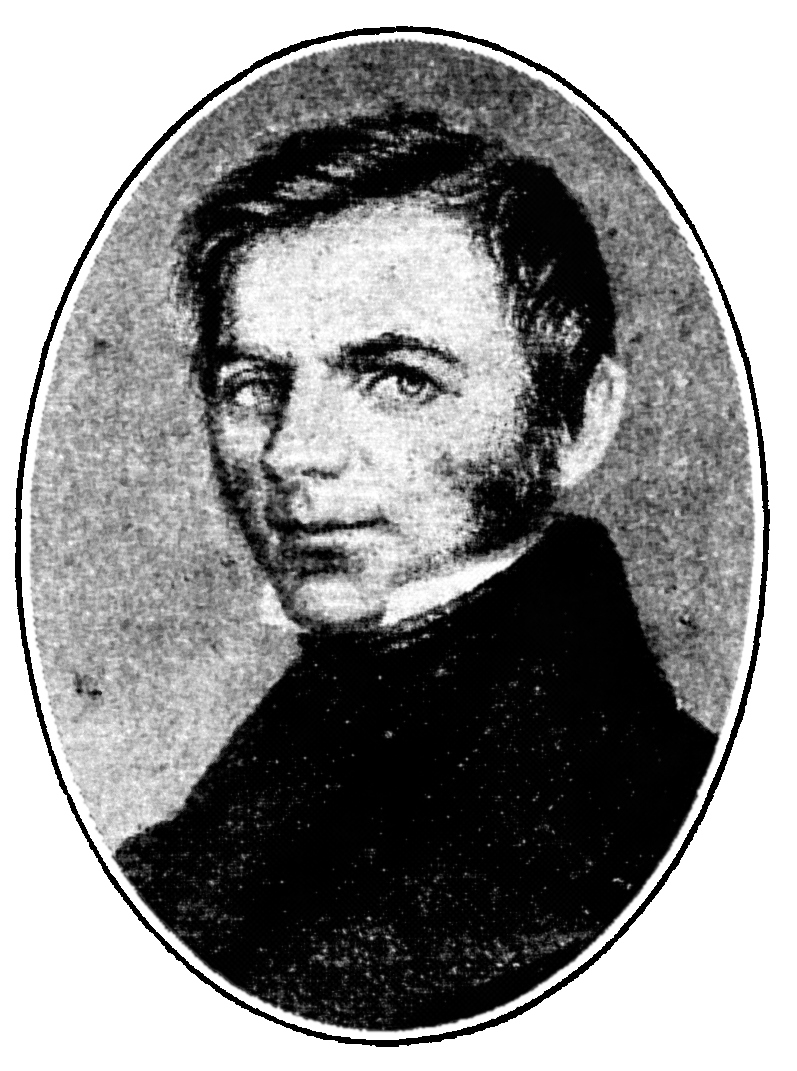
Andreas Johan Sjögren

Andreas Johan Sjögren, född 8 maj 1794 i Itis socken, Nylands län, död 18 januari 1855 i Sankt Petersburg, var en finländsk språkforskare och etnolog som arbetade med språk såsom liviska och ossetiska. Han tog 1844 fram ett alfabet för det ossetiska språket, bestående av det kyrilliska alfabetet med olika bokstäver för varje ljud. Det alfabet som används idag är en modifierad variant av Sjögrens.
Sjögren blev 1813 student, från Borgå gymnasium, 1819 filosofie doktor och samma år extraordinarie amanuens vid universitetsbiblioteket i Åbo. De impulser, som utgått från danske språkforskaren Rasmus Rask under dennes vistelse i Åbo 1818, hade hos Sjögren väckt tanken att ägna sig åt den finska språkforskningen. Han blev en central gestalt inom Åboromantiken.
Då han erbjöds en informatorsplats i Sankt Petersburg, begav han sig dit 1820 för att med större framgång kunna förbereda sig till studiet av de finska folkstammarna i Ryssland. En avhandling Ueber die Finnische Sprache und ihre Literatur gjorde honom bemärkt av ryske mecenaten rikskansler Nikolaj Rumjantsev, som 1823 antog honom till privat bibliotekarie. År 1824 anträdde Sjögren med understöd ur finska statsmedel en resa till de nordöstra delarna av europeiska Ryssland samt i Lappmarken. Under denna resa inskränkte han sig inte till språkforskningen, utan även historia, statistik, geografi, arkeologi, ja t. o. m. naturhistoria utgjorde föremål för hans undersökningar.
Det material, som han under sin femåriga resa samlade, publicerades af honom senare i flera arbeten, bland annat Anteckningar om församlingarne i Kemi-Lappmark (1828), Ueber die älteren Wohnsitze der Jemen (1831), Ueber den grammatischen bau der syrjänischen Sprache (1832), Wann und wie wurden Sawolotschje und die sawolotschen Tschuden russisch? (samma år) och Ueber die finnische Bevölkerung des S:t Petersburgischen Gouvernements und ueber den Ursprung des Namens Ingermannland (1833).
År 1829 valdes Sjögren till adjunkt i ryska historien och antikviteterna vid vetenskapsakademin i Sankt Petersburg och 1831 till extraordinarie akademiker samt förordnades 1833 till bibliotekarie för den utländska avdelningen av akademiens bibliotek. Åren 1835-37 gjorde han en resa till Kaukasus på akademins bekostnad, dels för att studera osseternas då så gott som obekanta språk, dels för att söka bot för sin försvagade hälsa. Det senare ändamålet blev dock under den besvärliga resan försummat.
Frukterna av sin kaukasiska resa nedlade han i Ossetische Sprachlehre, nebst kurzem ossetisch-deutschen und deutsch-ossetischen Wörterbuch (1844), för vilket arbete han av Franska institutet erhöll Volneyska priset, ehuru arbetet icke blivit inlämnat som tävlingsskrift. År 1844 blev Sjögren ordinarie akademiker för de finska och kaukasiska folkstammarnas filologi och etnografi samt förordnades därjämte 1845 till direktor för akademiens etnografiska museum. En forskningsresa i Sibirien måste han på grund av sitt hälsotillstånd avböja, men föreslog i sitt ställe Matthias Alexander Castrén, vilken sålunda genom honom fick tillfälle till de resor, som gjort honom ryktbar.
Smärre forskningsresor företog han 1846 och 1852, till det utdöende liviska folket i Livland och Kurland samt till Runö, där svensk dialekt talas. Han utgav därom ett par reseberättelser samt en avhandlingen Zur Ethnographie Livlands (1849). Det viktigaste resultatet av resorna, en livisk grammatik och ordbok, utkom genom Ferdinand Johann Wiedemanns försorg 1861.
Utom nämnda arbeten utgav Sjögren en mängd resebrev och andra skrifter, bland vilka må nämnas De vita rebusque Olai Sancti, III (1838) och Ossetische Studien (1848). Hans samlade arbeten, redigerade av Anton Schiefner, utkom i två band 1861 under titel Joh. Andreas Sjögrens gesammelte Schriften.